# Teisias (böotischer Töpfer)
Teisias war ein griechischer Töpfer, tätig in Böotien im späten 6. Jahrhundert v. Chr.
Von ihm sind bisher 15 signierte Gefäße bekannt. Er stammte aus Athen, wie er in einigen seiner Signaturen stolz seinem Namen hinzufügte. 
Er produzierte schwarzgefirnisste Gefäße. Von 13 seiner Gefäße ist der Fundort bekannt, sie kommen alle aus der Gegend von Tanagra wo wohl auch seine Werkstatt angesiedelt war.